# 奉天省 (清朝)
奉天省（穆麟德轉寫：fung tiyan golo）是清朝东三省之一。清初，奉天省是奉天府府尹管辖区域的习惯性称谓；清末，以盛京将军辖区正式建省:19。行政长官初为奉天巡抚，后由東三省總督兼任，辖区以今辽宁省为主。

## 歷史
清朝顺治元年（1644年），清兵入关，迁都北京城，盛京城为陪都。盛京城所在地区被称为盛京地区。整个东北地区则称为盛京统部。最初以内大臣管理盛京地区，后改称盛京昂帮章京（1646年）、镇守辽东等处将军（1662年）、镇守奉天等处将军（1665年），最终，定名为镇守盛京等处将军，简称盛京將軍（1747年）:122。
当时，清廷对民人（主要是汉族民众）、旗人杂居的地区，通常采用旗民分治政策。以府县衙门管理民人，以八旗机构管理旗人。盛京將軍的职责即是管理当地駐防八旗的军事、经济、政治、文化等各项事务。顺治十四年（1657年），在盛京地区增设奉天府，统辖数县，由奉天府尹管理民人。而盛京将军的辖区，即八旗驻防区在康熙中期已演变为军事型行政区:122。
在旗民分治、盛京将军与奉天府尹互不隶属的背景下，乾隆年间，奉天府尹管辖的奉天府及其下辖的锦州府，被称为奉天省:19。乾隆二十七年（1762年）开始，奉天府尹受到盛京将军节制。当代研究者亦将盛京将军辖区称奉天省:9—10。
光绪三十三年（1907年），裁盛京将军，奉天省正式设省，省会为奉天府（奉天省城在今沈阳市），奉天府尹改称奉天知府。改盛京將軍曰東三省總督，同时设奉天巡抚。宣统二年（1910年），裁撤奉天巡抚，東三省總督兼管巡抚事。
中華民國建國後沿用前清奉天省行政區劃。民國十八年（1929年）更名「辽宁省」，惟民間仍習稱「奉天省」。

## 辖境
雍正年间，官方文件已提到东三省一名。到乾隆年间，官方文件业已出现奉天省。盛京户部侍郎瓦尔达、奉天府尹博卿额：《奏报乾隆三十七年奉天省耗羡收支动存各数目事》：“旧管项下乾隆三十六年（1771年）奉天省存余剩耗羡银[……]历年余剩耗羡借据承德等十二州县[……]”《户部乾隆五十四年民数、谷数黄册》首列奉天省，注明为二府四州八县。当代研究者据此指出，此时奉天省即为奉天府尹辖区:19。
又有当代研究者将盛京将军辖区称为奉天省。除奉天府外，盛京将军辖区还有盛京围场，三大牧厂——养息牧厂、大凌河牧厂、盘蛇驿牧厂，哲里木盟的六旗（科左三旗、科右三旗）:9—10。
光绪三十三年（1907年），东三省各省正式建省。奉天省正式成立:19
清末奉天省辖区相當於為民國時期的遼寧省、安東省及遼北省三省，今遼寧省以及內蒙古自治區興安盟、通辽市一部分、吉林省西北西南一部分。

## 政区沿革
- 1653年，设辽阳府
- 1657年，废辽阳府，设奉天府
- 1664年，锦县从奉天府划出，设广宁府，十二月改为锦州府
- 1877年，兴京厅、岫岩厅、昌图厅从奉天府划出，设直隶兴京厅、凤凰直隶厅、昌图府
- 1902年，海龙厅、新民厅从奉天府划出，设海龙府、新民府
- 1904年，设洮南府
- 1905年，设奉天省
- 1906年，设法库厅、庄河厅
- 1908年，设长白府
- 1909年，设营口厅、辉南厅
- 1911年，改兴京直隶厅为兴京府

## 行政区划
| 奉天省行政区划：清朝奉天省之道、府（含直隶州、直隶厅）、县 （1910年） |                    | |
| 道                                                                    | 府、直隶州、直隶厅 | 县、散州、散厅                                                                                             |
| （不设道）                                                            | 奉天府             | 承德县 兴仁县 开原县 铁岭县 海城县 盖平县 抚顺县 辽中县 本溪县 金州厅 复州 辽阳州 （永吉州 泰宁县 长宁县） |
| （不设道）                                                            | 法库直隶厅         | |
| 锦新营口道 驻营口直隶厅                                               | 锦州府             | 锦县 广宁县 绥中县 义州 宁远州 锦西厅 盘山厅                                                               |
| 锦新营口道 驻营口直隶厅                                               | 新民府             | （亲辖地） 镇安县 彰武县                                                                                   |
| 锦新营口道 驻营口直隶厅                                               | 营口直隶厅         | |
| 兴凤道 驻凤凰直隶厅安东县                                             | 兴京府             | （亲辖地） 怀仁县                                                                                          |
| 兴凤道 驻凤凰直隶厅安东县                                             | 凤凰直隶厅         | 岫岩州 安东县 宽甸县                                                                                       |
| 兴凤道 驻凤凰直隶厅安东县                                             | 庄河直隶厅         | |
| 临长海道 驻兴京府临江县                                               | 兴京府             | 通化县 临江县 辑安县                                                                                       |
| 临长海道 驻兴京府临江县                                               | 长白府             | （亲辖地） 安图县 抚松县                                                                                   |
| 临长海道 驻兴京府临江县                                               | 海龙府             | （亲辖地） 东平县 西丰县 西安县 柳河县                                                                     |
| 辉南直隶厅                                                            |                    | |
| 洮昌道 驻昌图府辽源州                                                 | 洮南府             | （亲辖地） 靖安县 开通县 安广县 醴泉县 镇东县                                                              |
| 洮昌道 驻昌图府辽源州                                                 | 昌图府             | （亲辖地） 奉化县 怀德县 康平县 辽源州                                                                     |